# Liste der Orte im Landkreis Weißenburg-Gunzenhausen
Die Liste der Orte im Landkreis Weißenburg-Gunzenhausen listet die 339 amtlich benannten Gemeindeteile (Hauptorte, Kirchdörfer, Pfarrdörfer, Dörfer, Weiler und Einöden) im Landkreis Weißenburg-Gunzenhausen auf.

## Systematische Liste
Alphabet der Städte und Gemeinden mit den zugehörigen Orten.
- Der Markt Absberg mit 10 Gemeindeteilen:
  - Hauptort Absberg
  - Pfarrdorf Kalbensteinberg
  - Dörfer Griesbuck und Igelsbach
  - Weiler Angerhof
  - Einöden Fallhaus, Schellhof, Spagenhof und Ziegelhütte
  - Sonstiger Ort Müssighof

- Die Gemeinde Alesheim mit 5 Gemeindeteilen:
  - Pfarrdörfer Alesheim und Trommetsheim
  - Kirchdorf Wachenhofen
  - Dorf Störzelbach
  - Weiler Lengenfeld

- Die Gemeinde Bergen mit 6 Gemeindeteilen:
  - Pfarrdorf Bergen
  - Kirchdörfer Geyern, Kaltenbuch und Thalmannsfeld
  - Dorf Dannhausen
  - Weiler Syburg

- Die Gemeinde Burgsalach mit 3 Gemeindeteilen:
  - Pfarrdörfer Burgsalach und Pfraunfeld
  - Dorf Indernbuch

- Die Gemeinde Dittenheim mit 6 Gemeindeteilen:
  - Pfarrdörfer Dittenheim, Sammenheim, Sausenhofen und Windsfeld
  - Dorf Ehlheim
  - Einöde Buckmühle

- Die Stadt Ellingen mit 11 Gemeindeteilen:
  - Hauptort Ellingen
  - Pfarrdorf Stopfenheim
  - Kirchdorf Hörlbach
  - Dorf Massenbach
  - Weiler Karlshof, Tiefenbach und Walkershöfe
  - Einöden Bräumühle, Lauterbrunnmühle, Sommerkeller und Zollmühle

- Die Gemeinde Ettenstatt mit 10 Gemeindeteilen:
  - Pfarrdorf Ettenstatt
  - Kirchdorf Reuth unter Neuhaus
  - Dörfer Burg, Enhofen, Hundsdorf, Rohrbach und Wöllmetzhofen
  - Einöden Auhof, Kruglmühle, Wolfsmühle

- Der Markt Gnotzheim mit 5 Gemeindeteilen:
  - Hauptort Gnotzheim
  - Kirchdorf Spielberg
  - Weiler Weilerau
  - Einöden Letzleinsmühle und Simonsmühle

- Die Stadt Gunzenhausen mit 34 Gemeindeteilen:
  - Hauptort Gunzenhausen
  - Pfarrdörfer Aha, Cronheim, Laubenzedel, Pflaumfeld, Stetten, Unterasbach und Wald
  - Kirchdörfer Oberasbach und Unterwurmbach
  - Dörfer Büchelberg, Edersfeld, Filchenhard, Frickenfelden, Höhberg, Maicha, Mooskorb, Nordstetten, Obenbrunn, Oberhambach, Oberwurmbach, Schlungenhof, Schweina, Steinabühl, Streudorf und Unterhambach
  - Weiler Sinderlach, Steinacker und Weinberg
  - Einöden Lindenhof, Lohmühle, Reutberg, Scheupeleinsmühle und Schnackenmühle

- Die Gemeinde Haundorf mit 22 Gemeindeteilen:
  - Pfarrdörfer Gräfensteinberg, Haundorf und Obererlbach
  - Kirchdorf Brombach
  - Dörfer Aue, Brand, Eichenberg, Geiselsberg, Oberhöhberg und Seitersdorf
  - Weiler Geislohe, Leidingendorf, Röthenhof, Straßenhaus und Unterhöhberg
  - Einöden Dematshof, Gutzenmühle, Neuhof, Stixenhof, Straßenwirthshaus und Thierhof
  - Forsthaus Lindenbühl

- Der Markt Heidenheim mit 20 Gemeindeteilen:
  - Hauptort Heidenheim
  - Pfarrdörfer Degersheim, Hechlingen am See und Hohentrüdingen
  - Dorf Rohrach
  - Weiler Krämershof
  - Einöden Balsenmühle, Eggenthal, Fuchsmühle, Gärtnershof, Hasenmühle, Kirschenmühle, Kohlhof, Kreuthof, Krottenmühle, Mariabrunn, Obelshof, Scheckenmühle, Stahlmühle und Ziegelhütte

- Die Gemeinde Höttingen mit 7 Gemeindeteilen:
  - Pfarrdörfer Fiegenstall und Weiboldshausen
  - Kirchdörfer Höttingen und Ottmarsfeld
  - Dorf Göppersdorf
  - Weiler Oberndorf und Reisach

- Die Gemeinde Langenaltheim mit 9 Gemeindeteilen:
  - Pfarrdörfer Büttelbronn, Langenaltheim und Rehlingen
  - Dorf Langenaltheimer Haardt
  - Weiler Altheimersberg, Höfen und Lohhof
  - Einöden Mauthaus und Neuherberg

- Der Markt Markt Berolzheim mit 2 Gemeindeteilen:
  - Hauptort Markt Berolzheim
  - Einöde Großholz

- Die Gemeinde Meinheim mit 9 Gemeindeteilen:
  - Pfarrdörfer Kurzenaltheim und Meinheim
  - Dorf Wolfsbronn
  - Weiler Oberweiler
  - Einöden Baierleinsmühle, Blosenmühle (obere), Blosenmühle (untere), Papiermühle und Sägmühle

- Die Gemeinde Muhr am See mit 3 Gemeindeteilen:
  - Pfarrdorf Muhr am See
  - Weiler Wehlenberg
  - Einöde Forsthaus

- Der Markt Nennslingen mit 8 Gemeindeteilen:
  - Hauptort Nennslingen
  - Kirchdörfer Biburg, Gersdorf und Wengen
  - Einöden Kohlmühle, Panzermühle, Schwabenmühle und Steinmühle

- Die Stadt Pappenheim mit 14 Gemeindeteilen:
  - Hauptort Pappenheim
  - Pfarrdörfer Bieswang und Neudorf
  - Kirchdörfer Niederpappenheim, Osterdorf und Übermatzhofen
  - Dörfer Geislohe, Göhren, Ochsenhart und Zimmern
  - Einöden Flemmühle, Mittelmarterhof und Papiermühle

- Die Gemeinde Pfofeld mit 9 Gemeindeteilen:
  - Pfarrdörfer Pfofeld und Thannhausen
  - Kirchdorf Langlau
  - Dörfer Gundelshalm und Rehenbühl
  - Weiler Hühnermühle und Neuherberg
  - Einöden Furthmühle und Sorghof

- Der Markt Pleinfeld mit 35 Gemeindeteilen:
  - Hauptort Pleinfeld
  - Pfarrdörfer Dorsbrunn, Sankt Veit, Stirn und Walting
  - Kirchdörfer Allmannsdorf, Mischelbach, Ramsberg am Brombachsee und Walkerszell
  - Dörfer Gündersbach, Hohenweiler, Kleinweingarten, Mackenmühle, Mannholz und Veitserlbach
  - Weiler Böschleinsmühle, Engelreuth, Erlingsdorf, Kemnathen, Roxfeld und Seemannsmühle
  - Einöden Banzermühle, Birkenmühle, Birklein, Heinzenmühle, Ketschenmühle, Langweidmühle, Mandlesmühle, Mäusleinsmühle, Prexelmühle, Regelsberg, Reichertsmühle, Utzenmühle und Wurmmühle
  - Schloss Sandsee

- Die Gemeinde Polsingen mit 9 Gemeindeteilen:
  - Pfarrdörfer Döckingen, Polsingen und Ursheim
  - Kirchdorf Trendel
  - Dorf Oberappenberg
  - Weiler Kronhof und Mäuskreut
  - Einöden Bergershof und Kohnhof

- Die Gemeinde Raitenbuch mit 4 Gemeindeteilen:
  - Pfarrdorf Raitenbuch
  - Kirchdörfer Bechthal und Reuth am Wald
  - Weiler Sankt Egidi

- Die Gemeinde Solnhofen mit 3 Gemeindeteilen:
  - Pfarrdorf Solnhofen
  - Dörfer Eßlingen und Hochholz

- Die Gemeinde Theilenhofen mit 5 Gemeindeteilen:
  - Pfarrdörfer Dornhausen, Gundelsheim an der Altmühl, Theilenhofen und Wachstein
  - Dorf Rittern

- Die Stadt Treuchtlingen mit 54 Gemeindeteilen:
  - Hauptort Treuchtlingen
  - Pfarrdörfer Auernheim, Dietfurt in Mittelfranken, Möhren und Wettelsheim
  - Kirchdörfer Bubenheim, Graben, Gundelsheim, Schambach und Windischhausen
  - Dörfer Falbenthal, Haag bei Treuchtlingen, Oberheumödern und Schlittenhart
  - Weiler Bonhof, Eulenhof, Freihardt, Fuchsmühle, Grönhart, Gstadt, Hagenau, Kellerhaus, Neufang, Siebeneichhöfe, Unterheumödern und Wieshof
  - Einöden Bergnershof, Dickmühle, Dornmühle, Eichhof, Hagenhof, Heunischhof, Hürth, Kästleinsmühle, Kohlmühle, Lehnleinsmühle, Mattenmühle, Metzenhof, Möhrenberg, Naßwiesen, Neuheim, Obere Papiermühle, Untere Papiermühle, Rutzenhof, Sägmühle, Schertnershof, Schmarrmühle, Schürmühle, Spielhof, Steinbruch, Weinbergshof, Ziegelhütte, Ziegelmühle und Zollmühle

- Die Große Kreisstadt Weißenburg in Bayern mit 27 Gemeindeteilen:
  - Hauptort Weißenburg in Bayern
  - Pfarrdörfer Dettenheim, Emetzheim, Kattenhochstatt, Oberhochstatt, Weimersheim und Wülzburg
  - Kirchdörfer Holzingen und Suffersheim
  - Dörfer Gänswirthshaus, Haardt, Hagenbuch, Hattenhof, Heuberg, Kehl, Niederhofen, Rothenstein und Schmalwiesen
  - Weiler Markhof und Weißenhof
  - Einöden Hammermühle, Häuser am Wülzburger Berg, Potschmühle, Schleifer am Berg und Stadelhof
  - Forsthaus Laubenthal

- Die Gemeinde Westheim mit 5 Gemeindeteilen:
  - Pfarrdörfer Hüssingen, Ostheim und Westheim
  - Dorf Roßmeiersdorf
  - Weiler Pagenhard

## Alphabetische Liste
In Fettschrift erscheinen die Orte, die namengebend für die Gemeinde sind.

### A
- Absberg
- Aha zu Gunzenhausen
- Alesheim
- Allmannsdorf zu Pleinfeld
- Altheimersberg zu Langenaltheim
- Angerhof zu Absberg
- Aue zu Haundorf
- Auernheim zu Treuchtlingen
- Auhof zu Ettenstatt

### B
- Baierleinsmühle zu Meinheim
- Balsenmühle zu Heidenheim
- Banzermühle zu Pleinfeld
- Bechthal zu Raitenbuch
- Bergen
- Bergershof zu Polsingen
- Bergnershof zu Treuchtlingen
- Biburg zu Nennslingen
- Bieswang zu Pappenheim
- Birkenmühle zu Pleinfeld
- Birklein zu Pleinfeld
- Blosenmühle (obere) zu Meinheim
- Blosenmühle (untere) zu Meinheim
- Bonhof zu Treuchtlingen
- Böschleinsmühle zu Pleinfeld
- Brand zu Haundorf
- Bräumühle zu Ellingen
- Brombach zu Haundorf
- Bubenheim zu Treuchtlingen
- Büchelberg zu Gunzenhausen
- Buckmühle zu Dittenheim
- Burg zu Ettenstatt
- Burgsalach
- Büttelbronn zu Langenaltheim

### C
- Cronheim zu Gunzenhausen

### D
- Dannhausen zu Bergen
- Degersheim zu Heidenheim
- Dematshof zu Haundorf
- Dettenheim zu Weißenburg i.Bay.
- Dickmühle zu Treuchtlingen
- Dietfurt i.MFr. zu Treuchtlingen
- Dittenheim
- Döckingen zu Polsingen
- Dornhausen zu Theilenhofen
- Dornmühle zu Treuchtlingen
- Dorsbrunn zu Pleinfeld

### E
- Edersfeld zu Gunzenhausen
- Eggenthal zu Heidenheim
- Ehlheim zu Dittenheim
- Eichenberg zu Haundorf
- Eichhof zu Treuchtlingen
- Ellingen
- Emetzheim zu Weißenburg i.Bay.
- Engelreuth zu Pleinfeld
- Enhofen zu Ettenstatt
- Erlingsdorf zu Pleinfeld
- Eßlingen zu Solnhofen
- Ettenstatt
- Eulenhof zu Treuchtlingen

### F
- Falbenthal zu Treuchtlingen
- Fallhaus zu Absberg
- Fiegenstall zu Höttingen
- Filchenhard zu Gunzenhausen
- Flemmühle zu Pappenheim
- Forsthaus zu Muhr a.See
- Freihardt zu Treuchtlingen
- Frickenfelden zu Gunzenhausen
- Fuchsmühle zu Heidenheim
- Fuchsmühle zu Treuchtlingen
- Furthmühle zu Pfofeld

### G
- Gänswirthshaus zu Weißenburg i.Bay.
- Gärtnershof zu Heidenheim
- Geiselsberg zu Haundorf
- Geislohe zu Haundorf
- Geislohe zu Pappenheim
- Gersdorf zu Nennslingen
- Geyern zu Bergen
- Gnotzheim
- Göhren zu Pappenheim
- Göppersdorf zu Höttingen
- Graben zu Treuchtlingen
- Gräfensteinberg zu Haundorf
- Griesbuck zu Absberg
- Grönhart zu Treuchtlingen
- Großholz zu Markt Berolzheim
- Gstadt zu Treuchtlingen
- Gundelshalm zu Pfofeld
- Gundelsheim zu Treuchtlingen
- Gundelsheim an der Altmühl zu Theilenhofen
- Gündersbach zu Pleinfeld
- Gunzenhausen
- Gutzenmühle zu Haundorf

### H
- Haag zu Treuchtlingen
- Haardt zu Weißenburg i.Bay.
- Hagenau zu Treuchtlingen
- Hagenbuch zu Weißenburg i.Bay.
- Hagenhof zu Treuchtlingen
- Hammermühle zu Weißenburg i.Bay.
- Hasenmühle zu Heidenheim
- Hattenhof zu Weißenburg i.Bay.
- Haundorf
- Häuser am Wülzburger Berg zu Weißenburg i.Bay.
- Hechlingen a.See zu Heidenheim
- Heidenheim
- Heinzenmühle zu Pleinfeld
- Heuberg zu Weißenburg i.Bay.
- Heunischhof zu Treuchtlingen
- Hochholz zu Solnhofen
- Höfen zu Langenaltheim
- Höhberg zu Gunzenhausen
- Hohentrüdingen zu Heidenheim
- Hohenweiler zu Pleinfeld
- Holzingen zu Weißenburg i.Bay.
- Hörlbach zu Ellingen
- Höttingen
- Hühnermühle zu Pfofeld
- Hundsdorf zu Ettenstatt
- Hürth zu Treuchtlingen
- Hüssingen zu Westheim

### I
- Igelsbach zu Absberg
- Indernbuch zu Burgsalach

### K
- Kalbensteinberg zu Absberg
- Kaltenbuch zu Bergen
- Karlshof zu Ellingen
- Kästleinsmühle zu Treuchtlingen
- Kattenhochstatt zu Weißenburg i.Bay.
- Kehl zu Weißenburg i.Bay.
- Kellerhaus zu Treuchtlingen
- Kemnathen zu Pleinfeld
- Ketschenmühle zu Pleinfeld
- Kirschenmühle zu Heidenheim
- Kleinweingarten zu Pleinfeld
- Kohlhof zu Heidenheim
- Kohlmühle zu Nennslingen
- Kohlmühle zu Treuchtlingen
- Kohnhof zu Polsingen
- Krämershof zu Heidenheim
- Kreuthof zu Heidenheim
- Kronhof zu Polsingen
- Krottenmühle zu Heidenheim
- Kruglmühle zu Ettenstatt
- Kurzenaltheim zu Meinheim

### L
- Langenaltheim
- Langenaltheimer Haardt zu Langenaltheim
- Langlau zu Pfofeld
- Langweidmühle zu Pleinfeld
- Laubenthal zu Weißenburg i.Bay.
- Laubenzedel zu Gunzenhausen
- Lauterbrunnmühle zu Ellingen
- Lehnleinsmühle zu Treuchtlingen
- Leidingendorf zu Haundorf
- Lengenfeld zu Alesheim
- Letzleinsmühle zu Gnotzheim
- Lindenbühl zu Haundorf
- Lindenhof zu Gunzenhausen
- Lohhof zu Langenaltheim
- Lohmühle zu Gunzenhausen

### M
- Mackenmühle zu Pleinfeld
- Maicha zu Gunzenhausen
- Mandlesmühle zu Pleinfeld
- Mannholz zu Pleinfeld
- Mariabrunn zu Heidenheim
- Markhof zu Weißenburg i.Bay.
- Markt Berolzheim
- Massenbach zu Ellingen
- Mattenmühle zu Treuchtlingen
- Mäuskreut zu Polsingen
- Mäusleinsmühle zu Pleinfeld
- Mauthaus zu Langenaltheim
- Meinheim
- Metzenhof zu Treuchtlingen
- Mischelbach zu Pleinfeld
- Mittelmarterhof zu Pappenheim
- Möhren zu Treuchtlingen
- Möhrenberg zu Treuchtlingen
- Mooskorb zu Gunzenhausen
- Muhr a.See
- Müssighof zu Absberg

### N
- Naßwiesen zu Treuchtlingen
- Nennslingen
- Neudorf zu Pappenheim
- Neufang zu Treuchtlingen
- Neuheim zu Treuchtlingen
- Neuherberg zu Langenaltheim
- Neuherberg zu Pfofeld
- Neuhof zu Haundorf
- Niederhofen zu Weißenburg i.Bay.
- Niederpappenheim zu Pappenheim
- Nordstetten zu Gunzenhausen

### O
- Obelshof zu Heidenheim
- Obenbrunn zu Gunzenhausen
- Oberappenberg zu Polsingen
- Oberasbach zu Gunzenhausen
- Obererlbach zu Haundorf
- Oberhambach zu Gunzenhausen
- Oberheumödern zu Treuchtlingen
- Oberhochstatt zu Weißenburg i.Bay.
- Oberhöhberg zu Haundorf
- Oberndorf zu Höttingen
- Oberweiler zu Meinheim
- Oberwurmbach zu Gunzenhausen
- Ochsenhart zu Pappenheim
- Osterdorf zu Pappenheim
- Ostheim zu Westheim
- Ottmarsfeld zu Höttingen

### P
- Pagenhard zu Westheim
- Panzermühle zu Nennslingen
- Papiermühle zu Meinheim
- Papiermühle zu Pappenheim
- Papiermühle (obere) zu Treuchtlingen
- Papiermühle (untere) zu Treuchtlingen
- Pappenheim
- Pflaumfeld zu Gunzenhausen
- Pfofeld
- Pfraunfeld zu Burgsalach
- Pleinfeld
- Polsingen
- Potschmühle zu Weißenburg i.Bay.
- Prexelmühle zu Pleinfeld

### R
- Raitenbuch
- Ramsberg am Brombachsee zu Pleinfeld
- Regelsberg zu Pleinfeld
- Rehenbühl zu Pfofeld
- Rehlingen zu Langenaltheim
- Reichertsmühle zu Pleinfeld
- Reisach zu Höttingen
- Reutberg zu Gunzenhausen
- Reuth am Wald zu Raitenbuch
- Reuth unter Neuhaus zu Ettenstatt
- Rittern zu Theilenhofen
- Rohrach zu Heidenheim
- Rohrbach zu Ettenstatt
- Roßmeiersdorf zu Westheim
- Röthenhof zu Haundorf
- Rothenstein zu Weißenburg i.Bay.
- Roxfeld zu Pleinfeld
- Rutzenhof zu Treuchtlingen

### S
- Sägmühle zu Meinheim
- Sägmühle zu Treuchtlingen
- Sammenheim zu Dittenheim
- Sandsee zu Pleinfeld
- Sankt Egidi zu Raitenbuch
- Sankt Veit zu Pleinfeld
- Sausenhofen zu Dittenheim
- Schambach zu Treuchtlingen
- Scheckenmühle zu Heidenheim
- Schellhof zu Absberg
- Schertnershof zu Treuchtlingen
- Scheupeleinsmühle zu Gunzenhausen
- Schleifer am Berg zu Weißenburg i.Bay.
- Schlittenhart zu Treuchtlingen
- Schlungenhof zu Gunzenhausen
- Schmalwiesen zu Weißenburg i.Bay.
- Schmarrmühle zu Treuchtlingen
- Schnackenmühle zu Gunzenhausen
- Schürmühle zu Treuchtlingen
- Schwabenmühle zu Nennslingen
- Schweina zu Gunzenhausen
- Seemannsmühle zu Pleinfeld
- Seitersdorf zu Haundorf
- Siebeneichhöfe zu Treuchtlingen
- Simonsmühle zu Gnotzheim
- Sinderlach zu Gunzenhausen
- Solnhofen
- Sommerkeller zu Ellingen
- Sorghof zu Pfofeld
- Spagenhof zu Absberg
- Spielberg zu Gnotzheim
- Spielhof zu Treuchtlingen
- Stadelhof zu Weißenburg i.Bay.
- Stahlmühle zu Heidenheim
- Steinabühl zu Gunzenhausen
- Steinacker zu Gunzenhausen
- Steinbruch zu Treuchtlingen
- Steinmühle zu Nennslingen
- Stetten zu Gunzenhausen
- Stirn zu Pleinfeld
- Stixenhof zu Haundorf
- Stopfenheim zu Ellingen
- Störzelbach zu Alesheim
- Straßenhaus zu Haundorf
- Straßenwirthshaus zu Haundorf
- Streudorf zu Gunzenhausen
- Suffersheim zu Weißenburg i.Bay.
- Syburg zu Bergen

### T
- Thalmannsfeld zu Bergen
- Thannhausen zu Pfofeld
- Theilenhofen
- Thierhof zu Haundorf
- Tiefenbach zu Ellingen
- Trendel zu Polsingen
- Treuchtlingen
- Trommetsheim zu Alesheim

### U
- Übermatzhofen zu Pappenheim
- Unterasbach zu Gunzenhausen
- Unterhambach zu Gunzenhausen
- Unterheumödern zu Treuchtlingen
- Unterhöhberg zu Haundorf
- Unterwurmbach zu Gunzenhausen
- Ursheim zu Polsingen
- Utzenmühle zu Pleinfeld

### V
- Veitserlbach zu Pleinfeld

### W
- Wachenhofen zu Alesheim
- Wachstein zu Theilenhofen
- Wald zu Gunzenhausen
- Walkershöfe zu Ellingen
- Walkerszell zu Pleinfeld
- Walting zu Pleinfeld
- Wehlenberg zu Muhr a.See
- Weiboldshausen zu Höttingen
- Weilerau zu Gnotzheim
- Weimersheim zu Weißenburg i.Bay.
- Weinberg zu Gunzenhausen
- Weinbergshof zu Treuchtlingen
- Weißenburg i.Bay.
- Weißenhof zu Weißenburg i.Bay.
- Wengen zu Nennslingen
- Westheim
- Wettelsheim zu Treuchtlingen
- Wieshof zu Treuchtlingen
- Windischhausen zu Treuchtlingen
- Windsfeld zu Dittenheim
- Wolfsbronn zu Meinheim
- Wolfsmühle zu Ettenstatt
- Wöllmetzhofen zu Ettenstatt
- Wülzburg zu Weißenburg i.Bay.
- Wurmmühle zu Pleinfeld

### Z
- Ziegelhütte zu Absberg
- Ziegelhütte zu Heidenheim
- Ziegelhütte zu Treuchtlingen
- Ziegelmühle zu Treuchtlingen
- Zimmern zu Pappenheim
- Zollmühle zu Ellingen
- Zollmühle zu Treuchtlingen

| ↑ Zurück zum Inhaltsverzeichnis |